# Вакцинація проти COVID-19 у Великій Британії
Вакцинація проти COVID-19 у Великій Британії — це кампанія масової імунізації населення Великої Британії проти COVID-19 під час пандемії коронавірусної хвороби.
Вакцинація у Великій Британії розпочалася 8 грудня 2020 року після того, як Маргарет Кінан стала першою людиною в світі (поза клінічними дослідженнями), яка отримала свою першу дозу з двох вакцини Pfizer–BioNTech проти COVID-19. Загалом розпочали використовуватися 3 вакцини; після схвалення вакцини Pfizer–BioNTech проти COVID-19 («Comirnaty») почали застосовувати вакцини, розроблені Оксфордським університетом і «AstraZeneca» («Vaxzevria»), а також Національним інститутом алергії та інфекційних захворювань США та «Moderna» («Spikevax»). Станом на 13 вересня 2021 року для програми було замовлено ще 4 вакцини проти COVID-19 на різних стадіях розробки.
Перший етап вакцинації віддавав пріоритет найуразливішим категоріям населення, переважно залежно від віку. План постачання вакцини було скориговано 30 грудня 2020 року, відклавши введення другої дози, щоб більше людей могли отримати першу дозу. 4 січня 2021 року було оголошено про мету ввести першу дозу всім 15 мільйонам людей у 4 пріоритетних групах до середини лютого 2021 року, та досягти цієї мети 14 лютого 2021 року. Наступним 5 групам було запропоновано ввести вакцину до 15 квітня, на той момент було введено 32 мільйони доз. У червні 2021 року всі дорослі віком від 18 років змогли отримати першу дозу вакцини. Введення вакцини було розширено на осіб підліткового віку та введення бустерних доз протягом останніх місяців того ж року. У відповідь на варіант SARS-CoV-2 Омікрон, треті дози вакцини стали доступними для всіх дорослих у грудні 2021 року.
Вакцинація у Великій Британії була однією із найшвидших у світі з одним із найвищих охоплень у перші кілька місяців, хоча до осені 2021 року темпи вакцинації сповільнилися або зупинилися через нижче охоплення молодшими віковими групами. Опитування показує, що рівень відмов від вакцинації проти COVID-19 у Великій Британії є одним із найнижчих у світі.
Місця вакцинації включають заклади охорони здоров'я загальної практики, будинки пристарілих та аптеки, а також лікарні. Станом на 21 травня 2021 року в Англії працювало 2057 пунктів вакцинації. У Шотландії працювало понад 1100 пунктів вакцинації. Станом на 25 травня 2021 року в Уельсі працювало 462 пункти вакцинації. Додаткові об'єкти, включно з великими майданчиками, зокрема спортивні стадіони, увійшли до програми з 11 січня 2021 року, спочатку в Англії було відкрито 7 центрів масової вакцинації, і в Уельсі — також 7.
Нові рекомендації для осіб, схильних до алергії, тести на антитіла, нові варіанти SARS-CoV-2 (B.1.1.7 і B.1.617) і використання вакцини AstraZeneca у молодших дорослих були видані протягом програми вакцинації.
Програма також включає закупівлю вакцин для британських заморських територій і коронних володінь.
Згідно з дослідженням у червні 2022 року, опублікованим у журналі «The Lancet», вакцинація проти COVID-19 у Великій Британії запобігла додатковим 507 тисячам смертей з 8 грудня 2020 року по 8 грудня 2021 року.

## Передумови

### Відповідальність за постачання
28 листопада 2020 року в міністерстві охорони здоров'я та соціального забезпечення Великої Британії було створено нову посаду заступника державного секретаря міністерства з питань постачання вакцини проти COVID-19, а Надхім Захаві першим обійняв цю посаду.

### Вибір вакцин
У світі на початок 2021 року було кілька вакцин проти COVID-19, які знаходилися на різних стадіях розробки. До лютого 2021 року британський уряд розмістив замовлення на загальну кількість 457 мільйонів доз 8 різних вакцин, а станом на 23 серпня 2021 року їх кількість зросла до понад 540 мільйонів доз. Це не дорівнює кількості людей, які можуть бути імунізовані, оскільки для більшості вакцин потрібно більше однієї дози.
У вересні 2021 року уряд Великої Британії скасував своє замовлення вакцини Valneva на 190 мільйонів доз, посилаючись на проблеми з постачанням.
Розподіл вакцин, які розглядалися для програми вакцинації, такий:
| Вакцина                     | Походження                  | Прогрес                       | Замовлені дози | Схвалення      | Застосування  |
| --------------------------- | --------------------------- | ----------------------------- | -------------- | -------------- | ------------- |
| Pfizer–BioNTech             | США/Німеччина               | III фаза клінічних досліджень | 189 млн        | 2 грудня 2020  | 8 грудня 2020 |
| Oxford–AstraZeneca          | Великобританія/Швеція/Індія | III фаза клінічних досліджень | 100 млн        | 30 грудня 2020 | 4 січня 2021  |
| Moderna                     | США                         | III фаза клінічних досліджень | 77 млн         | 8 січня 2021   | 7 квітня 2021 |
| Janssen (Johnson & Johnson) | США/Бельгія/Нідерланди      | III фаза клінічних досліджень | 20 млн         | 28 травня 2021 | В очікуванні  |
| Novavax                     | США/Індія                   | III фаза клінічних досліджень | 60 млн         | 3 лютого 2022  | В очікуванні  |
| GSK/Sanofi Pasteur          | Великобританія/Франція      | III фаза клінічних досліджень | 60 млн         | В очікуванні   | В очікуванні  |
| CureVac                     | Німеччина                   | III фаза клінічних досліджень | 50 млн         | В очікуванні   | В очікуванні  |

## Історія

### Схвалення регуляторних органів
2 грудня 2020 року Велика Британія стала першою країною, яка схвалила використання вакцини Pfizer–BioNTech, яка пізніше отримала назву «Комірнаті». Це було оформлено у формі тимчасового дозволу, виданого Агентством з регулювання лікарських засобів і медичної продукції відповідно до Пункту 174 Положення про ліки для людини 2012 року. Регуляторне схвалення зарезервовано згідно з угодою про передачу повноважень. Перша партія прибула до Великої Британії наступного дня, і спочатку зберігалася в невідомому центральному центрі, а потім була розповсюджена до центрів вакцинації по всій країні.
30 грудня 2020 року Велика Британія також стала першою країною світу, яка схвалила вакцину Oxford/AstraZeneca.
8 січня 2021 року вакцину Moderna схвалили як третю вакцину, яка увійшла до програми.
28 січня 2021 року результати випробувань вакцини Novavax, проведених у Великій Британії та ПАР, показали, що вона ефективна на 95,6 % проти початкових штамів SARS-CoV-2 і на 85,6 % проти варіанту 202012/01, поширеного тоді у Великій Британії. Компанія заявила, що почала процес отримання дозволу на використання у Великій Британії. Вакцина Novavax була першою, яку досліджували під час клінічних досліджень на ефективність проти поширеного у Великій Британії варіанту занепокоєння 202012/01. Під час клінічних випробувань без ВІЛ-інфекції вакцина також була ефективною на 60 % проти варіанту 501.V2, штаму SARS-CoV-2, який вперше був виявлений у ПАР.
28 травня 2021 року вакцина Janssen стала четвертою вакциною, схваленою у Великій Британії.
3 лютого 2022 року вакцина Novavax стала п'ятою вакциною, схваленою у Великій Британії.
14 квітня 2022 року Велика Британія стала першою країною, яка схвалила вакцину Valneva. Вона стала шостою вакциною проти COVID-19, яку схвалило агентство з регулювання лікарських засобів.

### Хронологія проведення вакцинації
Ця хронологічна таблиця містить загальну доступність записів на вакцинацію в Англії за датою. Дати дещо відрізнялися в Шотландії, Уельсі та Північній Ірландії (тут не вказані).
| Дата початку            | Доступність запису на вакцинацію | Пріоритет група       | Посилання     |
| ----------------------- | --- | --------------------- | ------------- |
| 8 грудня 2020           | Мешканці притулків для людей похилого віку та опікуни; і всі віком від 80 років                                                                       | 1 і частина 2         | [ 38 ] [ 39 ] |
| 9 та 14 січня 2021 року | Медичні та соціальні працівники першої лінії | Частина 2             | [ 40 ] [ 41 ] |
| 18 січня 2021           | Усі особи віком від 70 років і клінічно вразливі особи                                                                                                | 3 і 4                 | [ 42 ]        |
| 15 лютого 2021          | Усі особи віком від 65 років; та особи у віці від 16 до 64 років із хронічними захворюваннями, які підвищують ризик серйозних ускладнень і смертності | 5 і 6                 | [ 43 ]        |
| 1 березня 2021          | Всі особи віком від 60 років | 7                     | [ 44 ]        |
| 6 березня 2021          | Всі особи віком від 56 років | 8 (вік змінено на 55) | [ 45 ]        |
| 17 березня 2021         | Всі особи віком від 50 років | 9                     | [ 46 ]        |
| 13 квітня 2021          | Всі особи віком від 45 років |                       | [ 47 ]        |
| 26 квітня 2021          | Всі особи віком від 44 років |                       | [ 48 ]        |
| 27 квітня 2021          | Всі особи віком від 42 років |                       | [ 49 ]        |
| 30 квітня 2021          | Всі особи віком від 40 років |                       | [ 50 ]        |
| 13 травня 2021          | Всі особи віком від 38 років |                       | [ 51 ]        |
| 18 травня 2021          | Всі особи віком від 36 років |                       | [ 52 ]        |
| 20 травня 2021          | Всі особи віком від 34 років |                       | [ 53 ]        |
| 22 травня 2021          | Всі особи віком від 32 років |                       | [ 54 ]        |
| 26 травня 2021          | Всі особи віком від 30 років |                       | [ 55 ]        |
| 8 червня 2021           | Всі особи віком від 25 років |                       | [ 56 ]        |
| 15 червня 2021          | Всі особи віком від 23 років |                       | [ 57 ]        |
| 16 червня 2021          | Всі особи віком від 21 року |                       | [ 58 ]        |
| 18 червня 2021          | Усі дорослі (тобто віком від 18 років) |                       | [ 59 ]        |

8 грудня 2020 року 90-річна Маргарет Кінан стала першою людиною в світі (поза клінічними дослідженнями), яка отримала вакцину Pfizer–BioNTech, коли почалося проведення щеплень. 81-річний Вільям Шекспір з Ворикшира став другою людиною і першим чоловіком, якому зробили щеплення. Обидві вакцинації були зроблені в університетській лікарні Ковентрі. 4 січня 2021 року 82-річний Браян Пінкер став першою особою (поза клінічними дослідженнями), яка отримала вакцину Oxford–AstraZeneca. Вакцинацію проводили в лікарні Черчилль в Оксфорді. Міністр охорони здоров'я Великої Британії Метью Генкок сказав, що це був ключовий момент у програмі, оскільки цю вакцину легше транспортувати та зберігати, для неї потрібна лише звичайна температура в холодильнику. Шість лікарень в Англії почали введення оксфордської вакцини з використанням першої партії приблизно у 530 тисяч доз.
Королева та принц Філіп, яким тоді було 94 та 99 років відповідно, отримали щеплення у своїй резиденції у Віндзорському замку 9 січня 2021 року. Принц Вільям навів їхній приклад через тиждень, щоб заохотити всіх зробити вакцинацію після того, як він почув, що виникли певні коливання щодо вакцинації.
18 січня 2021 року почалася вакцинація осіб старших 70 років і клінічно вразливих груп, що була четвертою пріоритетною групою та останньою групою, необхідною для виконання початкової мети уряду до 15 лютого.
До 28 лютого 2021 року було введено понад 20 мільйонів першої дози вакцини.

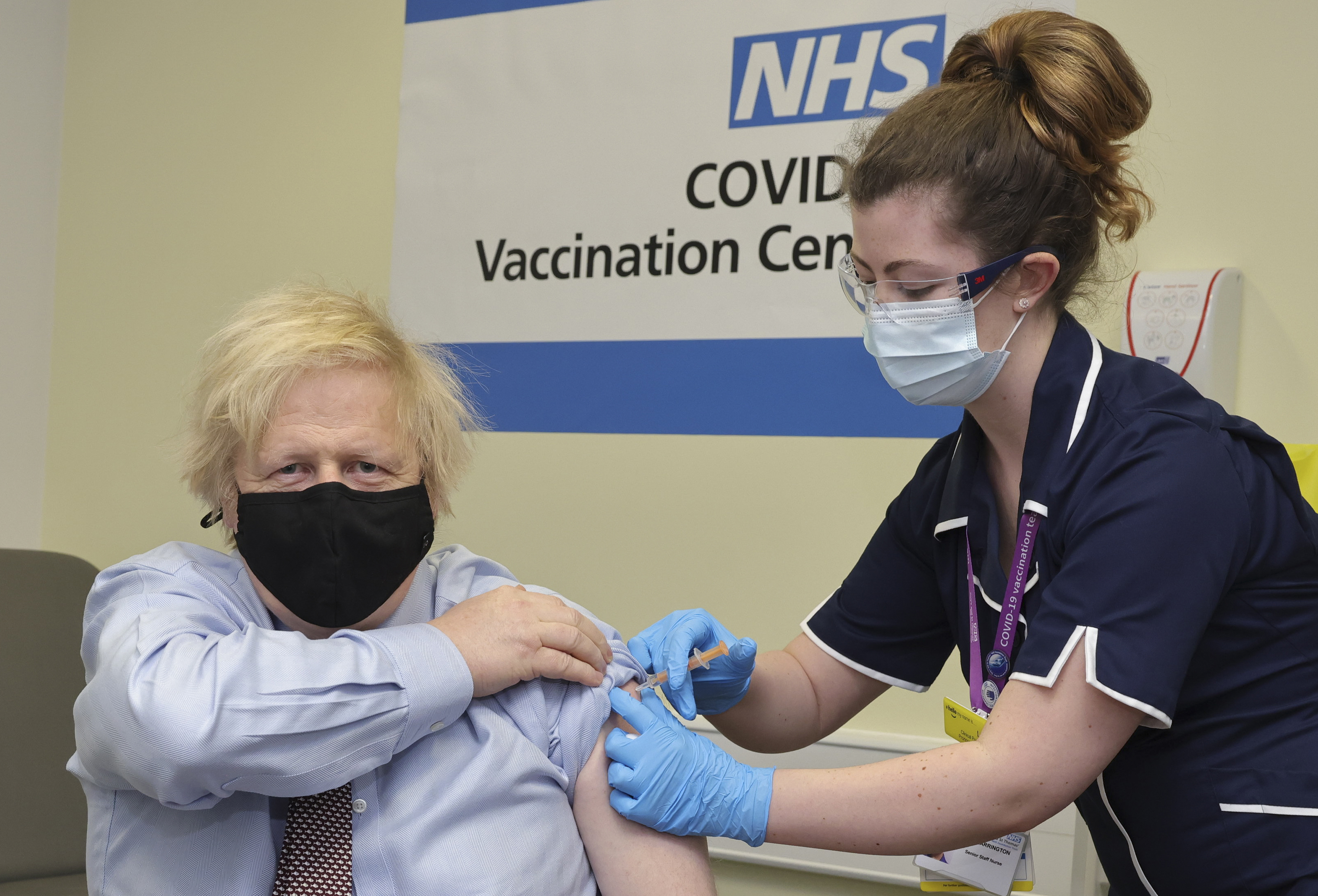
Прем'єр-міністру Борису Джонсону вводить вакцину медсестра Лілі Харінгтон у лікарні Сент-Томас.

19 березня прем'єр-міністр Борис Джонсон отримав свою першу дозу вакцини AstraZeneca в лікарні Святого Томаса. До цього моменту понад 26 мільйонів осіб отримали першу дозу вакцини від COVID-19..
7 квітня 2021 року 24-річна Ель Тейлор стала першою людиною у Великій Британії (поза клінічними дослідженнями), яка отримала вакцину «Moderna». Вакцинація проводилась у загальній лікарні Ґланґвіл у Кармартені.

### Розпорядження щодо проведення вакцинації
9 грудня 2020 року регуляторне агентство охорони здоров'я Великої Британії випустило оновлені рекомендації після двох випадків анафілаксії та ще одного випадку можливої алергічної реакції після вакцинації. У заяві виконавчий директор агентства Джун Рейн сказала, що будь-яка особа з випадком анафілаксії на вакцину, ліки або їжу не повинна отримувати вакцину Pfizer/BioNTech, і що не слід вводити другу дозу нікому, хто пережив анафілаксію після введення першої дози цієї вакцини.
Далі виконавчий директор агентства сказала, що такі побічні ефекти, як відомо, трапляються з будь-якою вакциною, але вони «дуже рідкісні». Вона продовжувала підтверджувати, що існуючі записи не можна скасовувати, але люди з випадками серйозної алергії повинні обговорити це заздалегідь. Крім того, вона висловила впевненість у безпеці, оцінці та моніторингу вакцини. Було надано вказівки щодо того, що вакциновані повинні перебувати під наглядом принаймні протягом 15 хвилин після вакцинації, а центри повинні бути готові до таких подій, включаючи наявність наборів проти анафілаксії. Двом постраждалим швидко надали допомогу, і стан їх швидко прийшов до норми.
Міністерство охорони здоров'я та соціального забезпечення Великої Британії підтверджує, що, хоча вакцина спричинює утворення антитіл, вакцинація не впливає на результат тесту на антитіла, яким визначають, чи особа раніше не заразилася вірусом. Це пояснюється тим, що існують відмінності між антитілами, що виробляються після введення вакцини, і антитілами, на які проводиться тест.
Станом на 20 грудня 2020 року служба охорони здоров'я Англії повідомила, що «немає жодних доказів», які б свідчили про те, що нещодавно ідентифікований варіант, що викликає занепокоєння 202012/01 (новий варіант SARS-CoV-2), буде стійким до вакцини Pfizer–BioNTech, яка зараз розробляється. використовується в програмі, і люди все одно мають бути захищені. Подальші лабораторні дослідження все ще є пріоритетом, щоб покращити поточне розуміння цієї ситуації.
Станом на 8 квітня 2021 року комітет з вакцинації та імунізації надав пораду уряду, в якій сказано, що «дорослим віком до 30 років без супутніх захворювань краще пропонувати альтернативу вакцині Oxford-AstraZeneca, якщо вона доступна», після повідомлень про надзвичайно рідкісні випадки тромбозу в дуже невеликої кількості осіб.
Станом на 7 травня 2021 року комітет з вакцинації та імунізації надав пораду уряду, в якій зазначено, що «комітет рекомендує надавати перевагу дорослим віком від 30 до 39 років, які не мають серйозних захворювань, щоб отримати альтернативу вакцині Oxford/AstraZeneca — там, де це можливо, і лише якщо це не призводять до суттєвих затримок у вакцинації, у зв'язку з надзвичайно рідкісними випадками одночасного тромбозу (тромбів) і тромбоцитопенії (низький рівень тромбоцитів) після першої дози вакцини Oxford/AstraZeneca».
Очікувалося, що з 16 червня 2021 року вакцинація стане обов'язковою для тих, хто працює в закладах догляду за літніми особами (за винятком тих, хто звільнений за медичними показаннями).

## Залучені заклади та організації
За кілька місяців до схвалення першої вакцини об'єднаний комітет з вакцинації та імунізації (незалежна група експертів) дав рекомендації робочій групі з вакцин щодо груп населення, які мають бути пріоритетними для вакцинації. У травні 2020 року була сформована робоча група для керівництва розробкою, виробництвом і закупівлею вакцин для Великої Британії та у всьому світі, і до кінця 2020 року її очолювала менеджер венчурного капіталу в галузі біотехнологій Кейт Бінгем.
Як і у випадку з іншими ліцензованими вакцинами, національний інститут біологічних стандартів і контролю (входить до складу регуляторного агентва лікарських засобів) переглядає процес виробництва та контроль якості виробника, а також тестує кожну партію вакцини. Як і інші вакцини та лікарські засоби, агентство відстежує побічні реакції, збираючи інформацію, надану медичними працівниками, особами, які доглядають за хворими, та громадськістю через так звану «схему жовтої картки»; агентство створило вебсайт для звітів про вакцини проти COVID-19.
Ще в грудні 2018 року було оголошено про створення Центру виробництва вакцин та інновацій задля забезпечення Великої Британії розробкою та виробництвом вакцин, і його приміщення будувалося в Гарвеллі в Оксфордширі, заплановане завершення будівництва перенесено з 2022 на 2021 рік. Академічний та промисловий консорціум допоміг у розробці та ранньому виробництві вакцини Oxford–AstraZeneca протягом 2020 року.
Підрядник «Serco» брала участь у розгортанні вакцинації в рамках контракту, який було продовжено на 6 місяців у червні 2021 року на суму 424 мільйони фунтів стерлінгів.
Збройні сили Великої Британії допомогли з розповсюдженням вакцини через «Сили підтримки COVID» у всіх частинах Великої Британії. Це включало допомогу в плануванні, будівництві центрів вакцинації та внесок персоналу в постачання вакцин. Ця підтримка надавалася через механізм військової допомоги цивільним органам влади, і є частиною більш широкого внеску військових в рамках операції «Рескрипт».

## Планування

### План проведення вакцинації
Під час початку введення перших доз вакцини Pfizer–BioNTech уряд Великої Британії оголосив 30 грудня 2020 року, що майбутня вакцинація буде зосереджено на цій початковій дозі, а не надавати необхідні дві дози якомога швидше. Оголошення цього плану збіглося із схваленням вакцини Oxford–AstraZeneca, і таким чином представляло стратегію введення двох вакцин. Уряд заявив, що першочергове призначення першої дози було зроблено за порадою об'єднаного комітету з вакцинації та імунізації, і далі запевнив, що всі отримають другу дозу вакцини протягом 12 тижнів після першої. Незважаючи на це, Маргарет Кінан, яка була першою людиною поза клінічними дослідженнями, якій зробили щеплення вакциною Pfizer–BioNTech, з'явилась до лікарні 29 грудня 2020 року для проведення другого щеплення. Це було рівно через 3 тижні після її першого щеплення, відповідно до початкового плану до оголошення нової стратегії. Отримавши другу дозу, Кінан завершила процес вакцинації.
Новий план збільшення інтервалу між першою та другою дозами з 3 до 12 тижнів 31 грудня 2020 року був розкритикований Британською медичною асоціацією як «несправедливий», оскільки записи на вакцинацію, заброньовані на 4 січня 2021 року або пізніше, мали бути перенесені. У відповідь усі четверо головних медичних працівників Великої Британії, а також заступник директора служби охорони здоров'я Англії Джонатан Ван-Там підписали відкритого листа, в якому пояснювали зміну політики. Вони повідомили, що встановлюючи пріоритет першим дозам, більше людей швидше отримають істотний захист, а друга доза додає відносно незначний додатковий захист у короткостроковій перспективі. Далі вони сказали, що на кожні 1000 людей, які отримали другу «бустерну» дозу, 1000 нових людей не зможуть мати до 70 % захисту і натомість залишаться повністю незахищеними.

### Мета проведення вакцинації
Під час свого звернення, в якому оголошено про третій загальнонаціональний локдаун в Англії, 4 січня 2021 року Борис Джонсон вказав попередню мету для програми вакцинації, сказавши, що до середини лютого, якщо справи підуть добре та з попутним вітром, очікується, що запропонують першу дозу вакцини всім у 4 пріоритетних групах, визначених спільним комітетом з вакцинації та імунізації. Далі він підтвердив, що це відноситься до всіх літніх мешканців будинків для людей похилого віку та фактично всіх старше 70 років, а також усіх медичних та соціальних працівників, які безпосередньо беруть участь у боротьбі з епідемією, і всіх тих, хто «клінічно надзвичайно вразливий».
Міністр охорони здоров'я та соціальних служб уряду Уельсу Воган Гетінг підтвердив мету вакцинації подібну до мети Англії, оголосивши, що всім особам у групах 1–4 буде запропоновано першу дозу до середини лютого.
14 січня уряд Шотландії опублікував план вакцинації. Частина цього плану, згодом відкликаного після заперечень центрального уряду, передбачала кількість доз вакцин, що щотижня доставлялися до Шотландії від британського уряду до травня, передбачаючи, що до середини березня там буде достатньо доз, щоб забезпечити кожну особу в пріоритетних групах першою дозоюи, і достатньо доз до липня, щоб забезпечити кожного дорослого обома дозами. Екстраполяція цих цифр, за оцінками телеканалу «Sky News», постачання для Великої Британії в цілому буде достатнім для досягнення мети британського уряду щодо імунізації всіх 15 мільйонів осіб у пріоритетних групах у країні до середини лютого, та вакцинації всіх дорослих у Британії першою дозою до середини липня.

### Пріоритетні групи вакцинації

#### І фаза
Об'єднаний комітет з вакцинації та імунізації порадив урядам частин Великої Британії, як визначити пріоритети проведення вакцинації. Головним пріоритетом програми було запобігання смертності та забезпечення того, щоб Національна служба охорони здоров'я не була перевантажена, і оскільки люди похилого віку більше схильні до ризику госпіталізації або смерті від COVID-19, пріоритети в основному базувалися на вікові осіб. У таблиці нижче показано пріоритетні групи для першого етапу вакцинації. Також показано оцінку кількості людей у кожній групі в країні (але слід зауважити, що деякі люди належать до кількох груп).
| Порядок | Пріоритетна група | Кількість у групі (приблизно) |
| ------- | --- | ----------------------------- |
| 1       | мешканців будинків для людей похилого віку та їх працівники                                                                 | 0,8 млн                       |
| 2       | всі особи віком від 80 років, а також працівники охорони здоров'я та соціальної сфери                                       | 7,1 млн                       |
| 3       | всі особи віком від 75 років                                                                                                | 2,3 млн                       |
| 4       | всі особи у віці 70 років і старші, а також клінічно вразливі особи                                                         | 4,4 млн                       |
| 5       | всі особи віком від 65 років                                                                                                | 2,9 млн                       |
| 6       | всі особи у віці від 16 до 64 років із хронічними захворюваннями, які сприяють підвищеному ризику важкого перебігу і смерті | 7,3 млн                       |
| 7       | всі особи віком від 60 років                                                                                                | 1,8 млн                       |
| 8       | всі особи віком від 55 років                                                                                                | 2,4 млн                       |
| 9       | всі особи віком від 50 років                                                                                                | 2,8 млн                       |

«Клінічно надзвичайно вразливий» визначається як:
- реципієнти трансплантованих внутрішніх органів
- особи з певними видами раку:
  - особи з раком, які проходять активну хіміотерапію
  - особи з раком легень, які проходять радикальну променеву терапію
  - особи з раком крові або кісткового мозку, зокрема лейкемія, лімфома або мієлома, які перебувають на будь-якому етапі лікування
  - особи, які проходять імунотерапію або інше безперервне лікування раку антитілами
  - особи, які отримують інші цільові методи лікування раку, які можуть впливати на імунну систему, зокрема інгібітори протеїнкінази або інгібітори полі-АДФ-рибозополімерази
  - особи, які перенесли трансплантацію кісткового мозку або стовбурових клітин протягом останніх 6 місяців, або які все ще приймають імуносупресивні препарати
- особи з важкими респіраторними захворюваннями, включаючи муковісцидоз, важку астму та важку хронічну обструктивну хворобу легень (ХОЗЛ)
- особи з рідкісними захворюваннями, які значно підвищують ризик інфекцій (такими як важкий комбінований імунодефіцит (SCID) та гомозиготна серповидноклітинна анемія)
- особи, які отримують імуносупресивну терапію, достатню для значного підвищення ризику інфікування
- особи з хворобами селезінки, зокрема особи після спленектомії
- дорослі з синдромом Дауна
- дорослі на діалізі або з хронічною нирковою недостатністю (стадія 5)
- інші особи, які також були класифіковані як клінічно надзвичайно вразливі на основі клінічного висновку та оцінки їх потреб.

Вагітні жінки та діти віком до 16 років не вважалися клінічно надзвичайно вразливими для цієї програми вакцинації.
Польська група «Omni Calculator» розробила інструмент, який визначає, коли люди отримають вакцинацію, залежно від віку, зайнятості та стану здоров'я. За її критеріями, особи з хронічними захворюваннями, які піддають їх підвищеному ризику важкого перебігу COVID-19 і смертності визначаються як:
- особи з хронічними захворюваннями легень (такими як важка астма, хронічне обструктивне захворювання легень, бронхоектатична хвороба та муковісцидоз)
- особи з хронічними захворюваннями, що впливають на серце або кровоносні судини (такими як вроджені вади серця, серцева недостатність і захворювання периферичних артерій)
- хворі на цукровий діабет
- особи з хронічною хворобою нирок
- особи з хронічними захворюваннями печінки (такими як цироз та гепатит)
- особи із захворюваннями, що впливають на мозок або нерви (такі як деменція, хвороба Паркінсона, бічний аміотрофічний склероз, розсіяний склероз, епілепсія, церебральний параліч або інсульт)
- особи з розладами навчання
- особи із захворюванням або видом лікування, яке підвищує ймовірність інфікування (наприклад, ВІЛ або деякі методи лікування системного червоного вовчака, псоріазу або ревматоїдного артриту)
- особи з важкими психічними захворюваннями (такими як шизофренія та біполярний афективний розлад)
- особи з рідкісними захворюваннями, які значно підвищують ризик інфекцій (такими як важкий комбінований імунодефіцит, гомозиготна серповидноклітинна анемія)
- особи, які отримують імуносупресивну терапію, достатню для значного підвищення ризику інфікування
- особи з важким ожирінням (ІМТ 40 або вище).[88]

#### ІІ фаза
26 лютого 2021 року Об'єднаний комітет з вакцинації та імунізації опублікував проміжну заяву щодо проведення вакцинації на другій фазі. Було вирішено, що друга фаза буде проводитись не за професією чи етнічною приналежністю, а лише за віком. Таким чином, порядок на етапі 2 такий:
| Порядок | Пріоритетна група                  | Кількість включених (приблизно) |
| ------- | ---------------------------------- | ------------------------------- |
| 10      | всі особи віком від 40 до 49 років | ~21 мільйон                     |
| 11      | всі особи віком від 30 до 39 років | ~21 мільйон                     |
| 12      | всі особи віком від 18 до 29 років | ~21 мільйон                     |

Об'єднаний комітет з вакцинації та імунізації також зазначила, що особи низки національно-енічних груп та ті, хто має індекс маси тіла понад 30, піддаються підвищеному ризику важкого перебігу хвороби, і тому заявила, що «наполегливо рекомендує особам у цих групах негайно приймати пропозицію про вакцинацію, коли їм пропонують», з місцевими чиновники порадили «просувати вакцинацію в цих групах». Бідніші райони також мають бути предметом програми інформаційно-роз'яснювальної роботи місцевих чиновників. Уряд Великої Британії заявив, що має намір запропонувати всім дорослим віком від 18 років вакцинуватися до 31 липня 2021 року.
Рішення не віддавати перевагу у порядку вакцинації особам з професіями з великою кількістю контактів з людьми та високим ризиком зараження, таким як вчителі, поліцейські та водії автобусів, було розкритиковане Асоціацією керівників шкіл і коледжів, профспілкою вчителів і Федерацією поліцейських службовців. Громадська організація «Asthma UK» також розкритикувала відсутність визначення пріоритетів для тих, хто хворіє астмою легкого або середнього ступеня тяжкості, як на І фазі, так і на ІІ фазі. Голова комітету з вакцинації та імунізації Вей Шен Лім захистив план проведення вакцинації, заявивши, що «швидкість проведення є найважливішим фактором», і що проведення вакцинації за професією сповільнило б процес щеплень.

#### Неповнолітні
Здорові особи віком до 18 років і всі молодші 16 років не були частиною початкового плану проведення вакцинації через відносно низький ризик зараження коронавірусом і обмежену доступність доказів щодо впливу вакцин проти COVID-19 на молодь. 19 липня 2021 року проведення вакцинації було розширено на підлітків з групи ризику віком від 12 років і молодих людей віком від 3 місяців до сповнення їм 18-річчя. 4 серпня до них приєдналися всі 16- та 17-річні особи. Комітет з вакцинації не схвалив вакцинацію для здорових дітей віком від 12 до 15 років на підставі лише «незначної користі» для здоров'я окремих дітей. Однак головні медичні працівники Великої Британії погодилися на впровадження одноразової дози вакцини Pfizer для цієї вікової групи 13 вересня 2021 року, щоб зменшити перешкоди для навчання. Другі дози через 3 місяці або більше після першої дози були додані до цього вікового діапазону 29 листопада.
15 і 16 лютого 2022 року по всій Великій Британії було повідомлено про плани розширити застосування вакцини Pfizer для дітей віком від 5 років. Комітет з вакцинації схвалив це, беручи до уваги оцінку того, що понад 85 % усіх дітей віком від 5 до 11 років перенесли інфекцію COVID-19 до кінця попереднього місяця. Пізніше цей план було скасовано, і після 1 вересня 2022 року діти до 12 років не мали права на вакцинацію, за винятком дітей із груп високого ризику.

#### Бустерні дози
У вересні 2021 року бустерні дози почали вводити представникам наступних груп через 6 місяців після другої вакцинації:
- особи старші 50 років
- уразливі особи старші 16 років
- медичні та соціальні працівники
- дорослі члени домогосподарств осіб з пригніченим імунітетом[103]

У листопаді було вирішено, що здорові особи віком більше 40 років також матимуть право на ревакцинацію. Пізніше того ж місяця ревакцинацію поширили на всіх осіб старших 18 років, які отримали другу дозу понад 3 місяці тому, тоді як деякі особи з серйозною імуносупресією отримали право на четверту дозу у відповідь на появу варіанту Омікрон. У грудні 2021 року програму ревакцинації було додатково розширено, щоб запропонувати всім дорослим отримати бустерну дозу до кінця 2021 року.
Подальші бустерні дози були запропоновані з лютого 2022 року для осіб, які отримали попередню дозу приблизно 6 місяців тому та були:
- віком 75 років і старшими,
- мешканцями будинку для літніх людей,
- віком від 12 років і з пригніченим імунітетом.[105]

З осені 2022 року додаткові бустерні дози пропонуються:
- жителям та персоналу будинків для людей похилого віку,
- медичним та соціальним працівникам,
- особам віком 50 років і старше,
- особам віком від 5 років, які перебувають у групі клінічного ризику або мають контакти з пригніченим імунітетом,
- особам віком від 16 років, які здійснюють догляд.[105]

## Прогрес вакцинації
До кінця першого повного тижня програми, до 15 грудня 2020 року, 137897 осіб були щеплені першою дозою за дводозовим режимом: 108 тисяч в Англії, 7897 в Уельсі, 4 тисячі в Північній Ірландії та 18 тисяч у Шотландії.
Станом на 5 січня 2021 року 1,3 осіб людей у Великій Британії отримали свою першу дозу вакцини Pfizer або Oxford–AstraZeneca проти COVID-19, у тому числі понад 650 тисяч осіб старших 80 років, що становить близько 23 % цієї вікової категорії в країни.
Станом на 13 жовтня 2021 року загалом 49252939 людей отримали першу дозу: 41263377 в Англії; 1316225 у Північній Ірландії; 4270126 у Шотландії та 2403211 в Уельсі. Крім того, загалом 45239759 осіб отримали другу дозу: 37918254 в Англії; 1221045 у Північній Ірландії; 3868656 у Шотландії та 2231804 в Уельсі.
Станом на 3 серпня 2022 року загалом 53710109 осіб (80,07 % усього населення Великої Британії) отримали першу дозу, загалом 50483527 осіб (75,26 %) отримали другу дозу, загалом 40196024 особи (59,92 %) отримали бустерну або третю дозу, а загалом 6200537 осіб (9,29 %) отримали четверту дозу; загальна кількість щеплень (перша, друга, третя та четверта дози) склала 150590197.
Починаючи з 11 січня 2021 року урядова інформація щодо вакцинації розширилася з тижневої до щоденної.

## Центри вакцинації
На кінець першого повного тижня програми (15 грудня 2020 року) у Великій Британії працювало понад 70 центрів вакцинації. На початку такі центри створювались при лікарнях, пізніше того ж тижня також почали працювати центри під керівництвом лікарів загальної практики.
У середу, 16 грудня, до програми ввійшли будинки для людей похилого віку в Англії. Сотні жителів цих будинків отримали першу дозу вакцини в 7 будинках для людей похилого віку в Слау, Ейнтрі, Герн-Бей, Тенет, Чалфонт-Сент-Пітер, Дройтвіч і Челтнем. Більші будинки для пристарілих (50-70 ліжок) мали бути пріоритетними.
Жителі будинку пристарілих для колишніх військовослужбовців «Пенсонери Челсі» отримали свою першу дозу вакцини в Королівській лікарні Челсі 23 грудня.
Великі об'єкти, такі як спортивні стадіони та виставкові центри, почали використовувати як центри масової вакцинації з 11 січня 2021 року, 7 таких центрів було відкрито в Англії в «Міленіум-Пойнт» у Бірмінгемі, стадіоні «Ештон Гейт» у Бристолі, Виставковому центрі Лондона, Манчестерському тенісному і футбольному центрі, «Centre for Life» в Ньюкаслі, «Робертсон Хаус» у Стівеніджі, та іподромі в Епсомі. Спочатку в Уельсі було відкрито 7 центрів масової вакцинації, а до лютого це число зросло до 34, а також включало 17 госпіталів і лікарень.
Понад 400 центрів під керівництвом лікарів загальної практики розпочали проводити вакцинацію в Уельсі до початку лютого 2021 року.
Головні аптеки в Англії почали проводити вакцинацію з 14 січня 2021 року, спочатку для вакцинації було вибрано 6 аптек.
Місця поклоніння також почали використовувати як великі центри вакцинації, причому Солсберійський собор і Лічфілдський собор одними з перших зробили це з 15 січня 2021 року; 21 січня 2021 року ісламський центр Аль-Аббас у Балсолл-Хіт у Бірмінгемі став першою мечеттю, яка дозволила цю послугу.

### Пов'язані події та мобільні центри
Під час проведення вакцинальної кампанії відбулися численні мотиваційні заходи для вакцинації. Місцями проведення були мечеті, церкви, громадські центри та продовольчі банки. У 2021 році на стадіоні «Тоттенгем Готспур» відбулися 3 події, пов'язані з вакцинацією, організовані «Morris House Group Practice», які поставила понад 10 тисяч доз вакцини, що на той час підштовхнуло боро Герінгей до найвищих показників поставок вакцини.
У багатьох регіонах працювали автобуси з вакцинальними бригадами, щоб підвищити зручність вакцинації, і дати можливість пацієнтам, які не можуть подорожувати, отримати щеплення.

### Розміщення центрів вакцинації
Станом на 28 травня 2021 року в Англії було загалом 1992 пункти вакцинації, які розміщувались таким чином:
| Регіон                   | Лікарняні центри | Центри вакцинації під керівництвом лікаря загальної практики | Центри масової вакцинації | Аптеки | Загалом |
| ------------------------ | ---------------- | ------------------------------------------------------------ | ------------------------- | ------ | ------- |
| Східна Англія            | 31               | 134                                                          | 50                        | 40     | 255     |
| Лондон                   | 51               | 103                                                          | 35                        | 109    | 298     |
| Мідлендс                 | 40               | 189                                                          | 20                        | 96     | 345     |
| Північний Схід і Йоркшир | 46               | 173                                                          | 17                        | 96     | 332     |
| Північний Захід          | 49               | 137                                                          | 11                        | 63     | 260     |
| Південний Схід           | 39               | 180                                                          | 18                        | 66     | 303     |
| Південний Захід          | 21               | 111                                                          | 13                        | 54     | 199     |
| Загальна сума            | 277              | 1027                                                         | 164                       | 524    | 1992    |

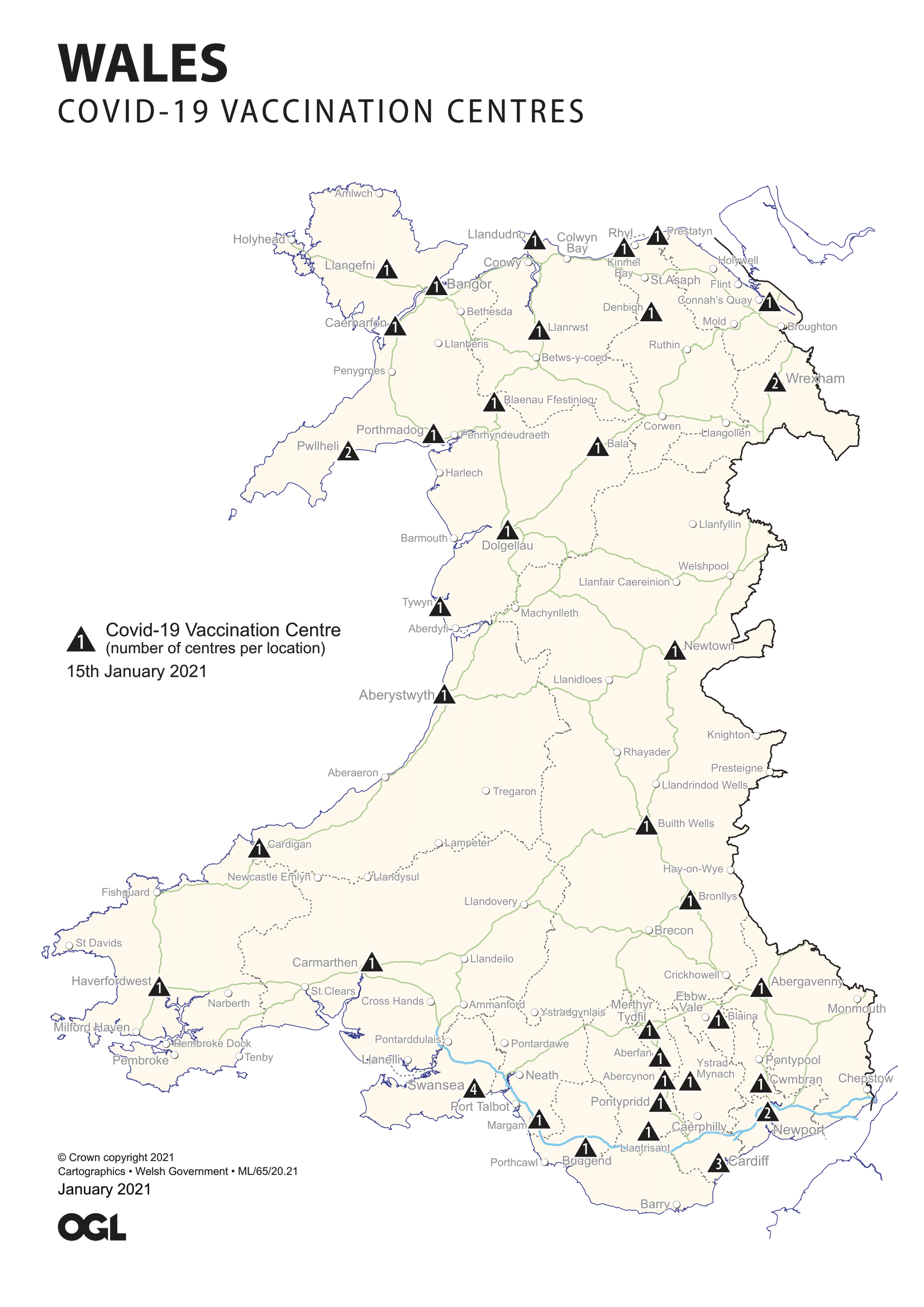
Центри вакцинації в Уельсі станом на 15 січня 2021 року
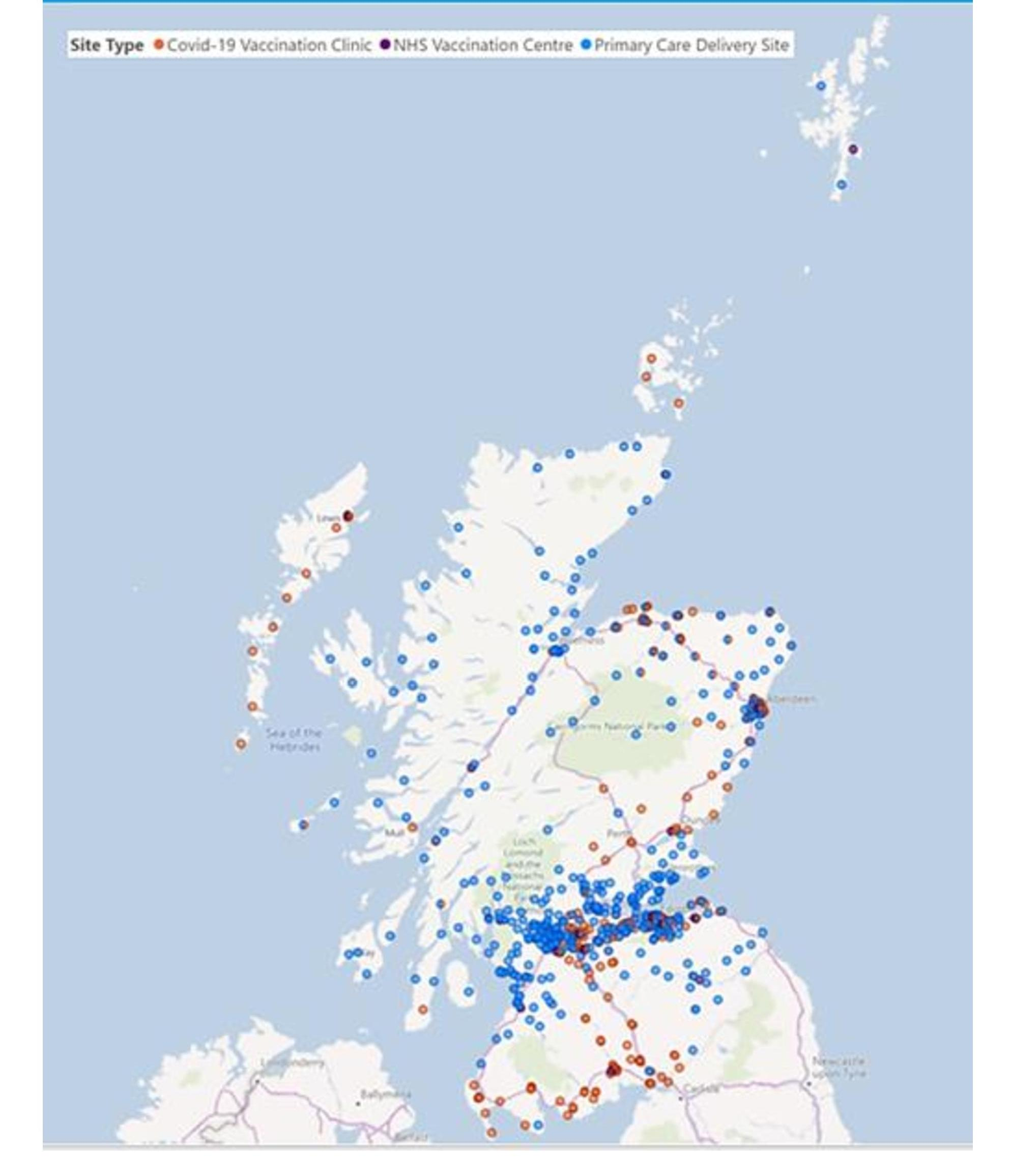
Центри вакцинації в Англії станом на 5 лютого 2021 року
- Центри вакцинації в Шотландії станом на 14 січня 2021 року

## Громадська думка

### Вагання щодо вакцинації

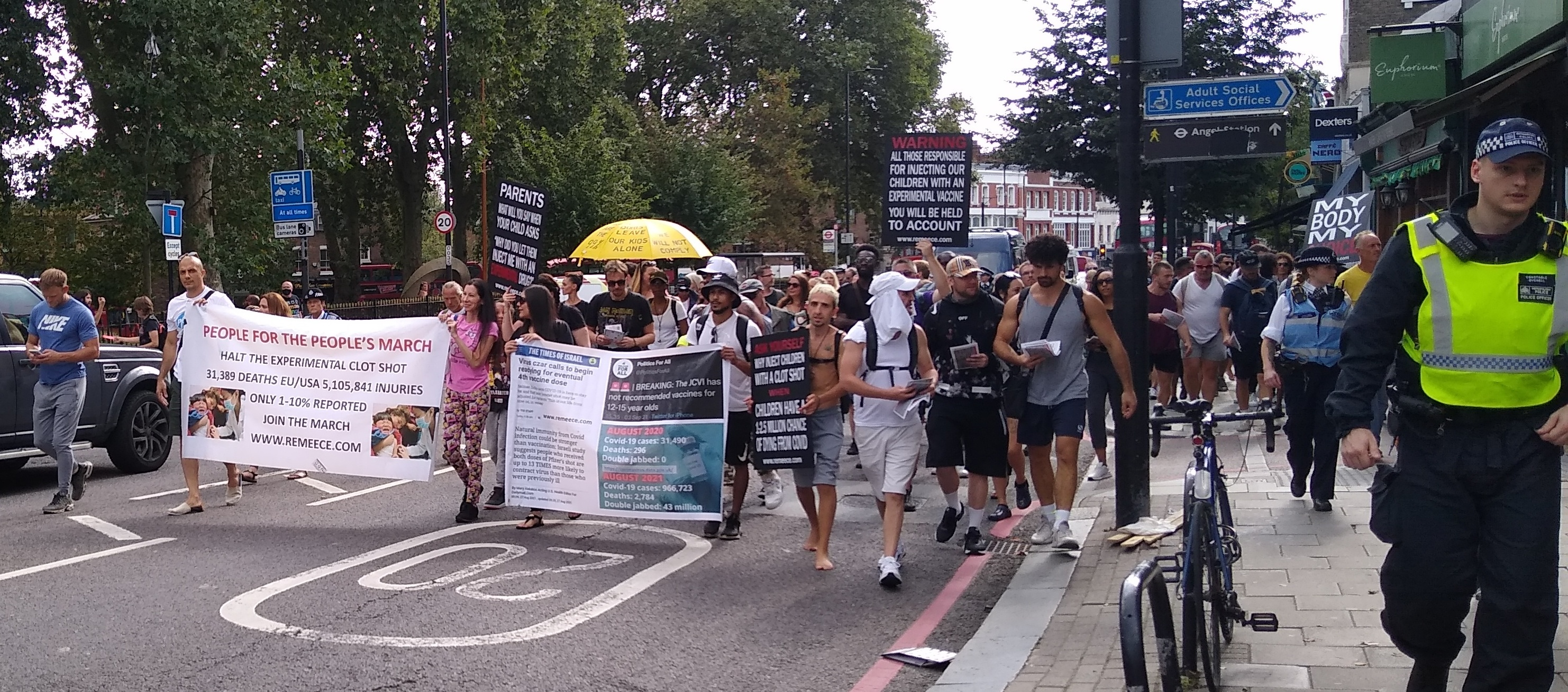
Протест проти вакцинації від COVID-19 у Лондоні у вересні 2021 року

Опитування показало, що рівень вагань щодо вакцинації у Великій Британії був досить низьким порівняно з іншими країнами світу. Перше опитування YouGov на цю тему в середині листопада 2020 року показало, що 15 % дорослих британців відмовилися б отримати вакцину проти COVID-19, а до квітня 2021 року цей показник впав лише до 6 % (найнижчий показник з усіх опитаних країн). Дослідження Ipsos MORI у травні 2021 року показало, що 99 % осіб, які отримали першу дозу вакцини, мали намір зробити другу, а 95 % були впевнені, що так і зроблять. Водночас це вказує на те, що 94 % широкої громадськості або отримали свою першу дозу, або мали намір це зробити, коли їм запропонують. Дослідження Управління національної статистики припустили, що на початку літа 2021 року 96 % осіб старших 16 років позитивно ставилися до вакцинації проти COVID-19.
Хоча переважна більшість осіб у всіх соціальних групах були готові прийняти вакцину, опитування показало, що деякі демографічні групи частіше демонструють небажання, ніж інші. Молоді люди частіше були невпевнені, ніж особи старшого віку. У той же час представники груп етнічних меншин, найімовірніше, мали менше бажання вакцинуватися, ніж білі респонденти. Опитування YouGov у листопаді 2020 року показало, що прихильники виходу з ЄС на референдумі у 2016 році мали менше бажання вакцинуватися, ніж прихильники залишитися в ЄС, хоча до весни цей розрив усунувся. Області, які продемонстрували більший рівень вагань щодо початку процесу вакцинації, включали Внутрішній Східний Лондон, Зовнішній Західний Лондон, Північно-Східну Англію, Західний Уельс і долини Південного Уельсу, хоча з часом небажання значно впало в цих областях. Хоча цитоване раніше опитування включало вибірку громадської думки у 3 частинах Великій Британії (Англія, Шотландія та Уельс), одне опитування, проведене у вересні 2021 року, показало, що рівень вагань щодо вакцинації в Північній Ірландії був досить високим у порівнянні з іншими частинами країни.

### Вплив на політичне ставлення
Коментатори припустили, що широке проведення вакцинації посилило підтримку уряду, оскільки Консервативна партія отримала сплеск підтримки в опитуваннях щодо намірів голосування навесні 2021 року. Спостерігачі часто вказували на так зване «вакцинальне обмеження» як одну з причин перемоги партії на місцевих виборах у травні 2021 року. Опитування приблизно в цей час показало, що 85 % британських виборців вважали, що їх уряд добре впорався з проведенням вакцинації порівняно з менш ніж п'ятою частиною їх французьких та німецьких колег. Аналітики також припускають, що це явище могло сприяти ослабленню підтримки незалежності Шотландії напередодні виборів до шотландського парламенту 2021 року. У звіті «Настрій нації 2021», складеному консалтинговою компанією «BritainThinks» на основі досліджень, проведених у жовтні та листопаді 2021 року, було виявлено, що, хоча оптимістичний настрій улітку навколо COVID-19 відновився, успішне проведення вакцинації залишається одним із небагатьох тем, які широка громадськість у Великій Британії назвала такими, що викликають почуття національної гордості.